# ماريو مارتينيز
ماريو روبيرتو مارتينيز هيرنانديز (بالإسبانية: Mario Roberto Martínez Hernández)‏ وهو لاعب كرة قدم هندوراسي ولد في يوم 30 يوليو 1989 في مدينة سان بيدرو سولا في هندوراس وهو يلعب بمركز الوسط مع نادي ريال إسبانيا في هندوراس ولعب مع نادي فاليرينغا في النرويج ومع أندرلخت في بلجيكا وسياتل سوندرز في الولايات المتحدة ولعب مع منتخب هندوراس لكرة القدم في 37 مُباراة ومنها كأس العالم لكرة القدم 2014 وسَجَلَ 3 أهداف.انتقل إلى نادى إنبي من جمهورية مصر العربية موسم 2015-2016

## روابط خارجية
- ماريو مارتينيز على موقع الاتحاد الدولي (مؤرشف)  (الإنجليزية)
- ماريو مارتينيز على موقع الدوري الأمريكي (الإنجليزية)
- ماريو مارتينيز على موقع قاعدة بيانات كرة القدم.إي يو (الإنجليزية)
- ماريو مارتينيز على موقع ناشيونال فوتبول تيمز (الإنجليزية)
- ماريو مارتينيز على موقع Soccerway.com (الإنجليزية)
- ماريو مارتينيز على موقع عالم كرة القدم.نت (الإنجليزية)
- ماريو مارتينيز على موقع أوليمبيديا (الإنجليزية)
- ماريو مارتينيز على موقع AS.com (الإسبانية)